# Газопереробний комплекс у Квінані
Газопереробний комплекс у Квінані — елемент нафтогазової інфраструктури Австралії, що знаходиться на південь від міста Перт у індустріальному районі Квінана.
Завод ввели в дію у 1988 році з метою монетизації ресурсу гомологів метану, які містяться в природному газі, що надходив в район Перту по газопроводу Дампір – Банбері з газопереробного заводу Каррата. Проект реалізували через компанію Wesfarmers Kleenheat Gas Pty Ltd, що була дочірньою структурою Wesfarmers Chemicals, Energy & Fertilisers (співвласник розташованого у Квінані потужного комплексу з виробництва добрив).
За проектом майданчик в Квінані мав щоденно приймати до 320 тераджоулів природного газу (еквівалент 8,5 млн м3 газу стандартної теплотворної здатності) та щорічно вилучати 150 тисяч тонн зрідженого нафтового газу (ЗНГ, пропан-бутанова фракція) і 25 тисяч тонн конденсату (втім, одразу очікувалось, що з покращенням рівня вилучення конденсату в базовому районі цей продукт не буде потрапляти до Дампір — Банбері). ЗНГ далі фракціонують у товарні пропан та бутан.
Отриманий після вилучення зазначених гомологів товарний газ повертається до газотранспортної системи. З 1997-го через перемичку довжиною 3,4 км та діаметром 168 мм його також отримує завод цианіду натрію компанії AGR, який потребує метану для продукування синильної кислоти.
У 2008-му комплекс доповнили установкою зі зрідження природного газу добовою потужністю 175 тонн (річна потужність була визначена як 50 тисяч тонн). На відміну від великих заводів зі зрідження, вона відвантажує продукцію не морем, а автотранспортом на адресу гірничодобувних підприємств, що працюють у віддалених пустельних районах. Цей проєкт реалізували через структуру EVOL LNG.
У 2024-му оголосили про продаж установок для вилучення та фракціонування гомологів метану компанії Supagas, тоді як установка зі зрідження мала перейти до Clean Energy Fuels Australia (CEFA).